# ルートヴィヒ・ザイデル

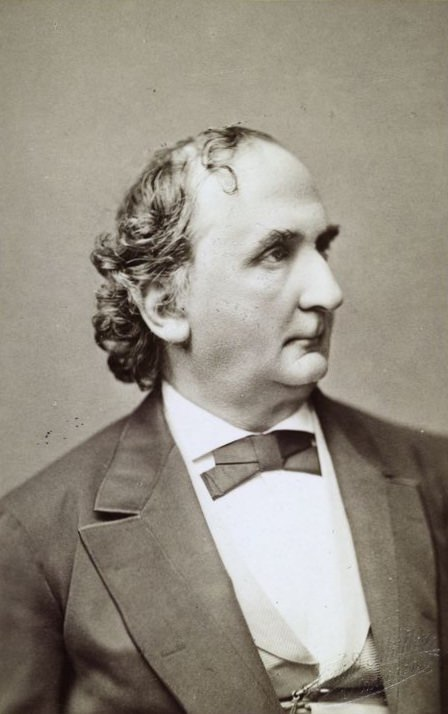
ルートヴィヒ・ザイデル

フィリップ・ルートヴィヒ・フォン・ザイデル（Philipp Ludwig von Seidel 、1821年10月24日 - 1896年8月13日）は、ドイツの数学者・光学者・天文学者である。光学の研究を行いザイデル収差で知られる。

## 経歴
ツヴァイブリュッケンに生まれた。1846年ミュンヘン大学で望遠鏡の光学系の研究を行い博士号を取得した。1847年ミュンヘン大学の教授となった。1856年に収差理論に関する著書を出版しこれは長くこの分野の標準となった。
カール・アウグスト・フォン・シュタインハイルと光度計測の分野を研究した。1874年に連立一次方程式の解法であるガウス＝ザイデル法を発表した。1879年から1882年までヨハン・フォン・ラモントの後を継いで、ボーゲンハウゼン天文台の所長を務めた。